# Ancient
Az Ancient (jelentése: ősi, régi) norvég black metal együttes.

## Története
1992-ben alakultak Bergenben. Aphazel gitáros szóló projektjeként indult a zenekar. A rá következő évben (1993) Grimm énekes-dobos csatlakozott az együtteshez. Az Ancient első lemezét, az 1994-es Svartalvheim albumot a nyers black metal hangzás jellemzi, míg a második albumuktól kezdve tisztább, kifinomultabb hangzású black metal zene hallható, női énekessel, szintetizátorral és hegedűvel kiegészítve. Első demójukat 1993-ban adták ki. 1994-ben megjelentették első EP-jüket is. Ezután leszerződtek a Listenable Records kiadóhoz és megjelentették első nagylemezüket. 1995-ös albumuk kiadása után Grimm kiszállt a zenekarból.
Aphazel az Egyesült Államokba költözött, ahol találkozott a Grand Belial's Key énekesével, Lord Kaiaphas-sal, aki az Ancient dobosa és énekese lett. 1996-ban a Metal Blade Records kiadóhoz szerződtek. Ekkor sok rajongó úgy érezte, hogy "eladta magát" az együttes. Ekkor bővült ki az Ancient tagsága Kimberly Goss énekesnővel, illetve egy új dobossal. Ez a felállás rögzítette a zenekar második stúdióalbumát, amely 1996-ban került piacra.
Gosst 1997-ben Erichte váltotta le, illetve Kjetil dobos is kiszállt az együttesből. Új billentyűs-gitáros csatlakozott a csapathoz, Jesus Christ személyében. Az új felállás rögzítette az Ancient harmadik nagylemezét, amely 1997-ben jelent meg.
1998-ban szintén változások történtek: Krigse lett a dobos, Dhilorz a basszusgitáros, illetve Lord Kaiaphas elhagyta az együttest. A negyedik albumuk 1999-ben jelent meg, az új énekes Aphazel lett.
2001-ben, 2004-ben és 2016-ban is piacra dobtak albumokat.

## Tagok
- Aphazel - gitár, billentyűk (1992-), ének (1998-), basszusgitár (1992-1998), dobgép (1992-1993)
- Dhilorz - basszusgitár (1999-)
- Nick Baker - dob (2009-)

## Korábbi tagok
- Grimm - dob, ének (1993-1995)
- Kimberly Goss - női ének (1995-1997), billentyűk (1997)
- Deadly Kristin - ének (1998-2003)
- Lord Kaiaphas - ének (1995-1999), dob (1995-1998)
- Kjetil - dob (1996-1997)
- Erichte - női ének (1997-1998)
- Krigse - dob (1998-2000)
- GroM - dob (2000-2005)
- Jesus Christ - billentyűk (1997-), gitár (1997-1998, 2004-) basszusgitár (1997-1998), zongora, cselló (1997-1999)

## Diszkográfia
- Svartalvheim (1994)
- The Cainian Chronicle (1996)
- Mad Grandiose Bloodfiends (1997)
- The Halls of Eternity (1999)
- Proxima Centauri (2001)
- Night Visit (2004)
- Back to the Land of the Dead (2016)

## Egyéb kiadványok
EP-k
- Det Glemte Riket (1994)
- Trolltaar (1995)

Demók
- Early Howling Winds (1993)

Válogatáslemezek
- Det Glemte Riket (1999)
- God Loves the Dead (2001)
- Early Howling Tapes - The Antediluvian Tapes (2005)